# Prąd udarowy
Prąd udarowy – prąd jednokierunkowy o krótkotrwałym przebiegu, narastający bez żadnej oscylacji od zera do pewnej wartości szczytowej, a następnie znacznie wolniej opadający. Prąd udarowy charakteryzują następujące parametry: biegunowość, wartość szczytowa, czas czoła, czas do półszczytu. Źródłem prądu udarowego może być wyładowanie atmosferyczne.

## Zastosowanie
Prądy udarowe są wykorzystywane w wysokonapięciowej technice probierczej głównie do prób odgromników zaworowych i wydmuchowych. Prądy udarowe są również wykorzystywane przy badaniu kompatybilności elektromagnetycznej. Mają także zastosowanie przy wydzielaniu dużych mocy w ograniczonej przestrzeni. Tym sposobem można uzyskać szereg zjawisk o dużym znaczeniu praktycznym, np.:
- wielkie ciśnienia rozchodzące się w ośrodku ciekłym pod postacią fal uderzeniowych,
- impulsowe pola magnetyczne o dużym natężeniu,
- błyski świetlne dużej mocy,
- gorącą plazmę.

Fale uderzeniowe wzbudzone w ośrodku ciekłym (np. przy użyciu eksplodujących drutów oporowych) mogą służyć do kruszenia twardych minerałów lub do plastycznego kształtowania metali, które przy zwykłej obróbce trudno się odkształcają. 